# Ormur hinn sterki Stórólfsson
Ormur hinn sterki Stórólfsson (apodado el Fuerte, n. 900) fue un legendario guerrero vikingo de Rangárvallasýsla en Islandia en el siglo X. Hijo de Storólfur Ketilsson, es el protagonista de su propia historia Orms þáttr Stórólfssonar y también aparece en Saga de Bárðar Snæfellsáss, la saga de Njál, la saga de Egil Skallagrímson, Gríms saga loðinkinna y la saga de Grettir donde se menciona que junto a su primo Þórólfur hinn sterki Skólmsson, ambos fueron los dos hombres más fuertes de la historia escandinava a quienes Grettir Ásmundarson casi podía igualar. Ormur era un hombre con una fuerza sobrehumana pero tenía una debilidad, tenía que acceder a cualquier reto sobre su fuerza aunque resultase herido en el intento. Aunque los primeros cuatro capítulos de Orms þáttr Stórólfssonar parecen convincentes y seguramente pudo ser un personaje histórico, sus hazañas se consideran hechos ficticios. Ormur hinn sterki, por ejemplo, fue quien levantó sobre sus hombros el mástil del Ormen Lange, de aproximadamente unos 600 kilos de peso.
La madre de Ormur era hermana de Þorbjörn Þorkelsson y también fue bisabuela de otro legendario guerrero, Gunnar Hámundarson, uno de los personajes principales de la saga de Njál.